# Lafresguimont-Saint-Martin
Lafresguimont-Saint-Martin [lafʁɛɡimɔ̃ sɛ̃ maʁtɛ̃] est une commune française située dans le département de la Somme, en région Hauts-de-France.

## Géographie

### Localisation
Lafresguimont-Saint-Martin est une commune picarde du Vimeu, limitrophe de la Seine-Maritime et de la Normandie.
Limitrophe d'Aumale et Beaucamps-le-Vieux, la municipalité est située à 32 km au sud d'Abbeville, 36 km au sud-ouest d'Amiens et à 47 km au nord-ouest de Beauvais à vol d'oiseau.
Le territoire de la commune est limitrophe de ceux de onze communes.  
Les communes limitrophes sont  Aumale, Beaucamps-le-Jeune, Beaucamps-le-Vieux, Brocourt, Dromesnil, Ellecourt, Gauville, Hornoy-le-Bourg, Morvillers-Saint-Saturnin, Saint-Germain-sur-Bresle et Villers-Campsart.

### Hydrographie

#### Réseau hydrographique
La commune est traversée par la ligne de partage des eaux entre les bassins hydrographiques Artois-Picardie et Seine-Normandie. Elle est drainée par la Bresle, le Liger, le fossé du Bois de Danville, divers bras de la Bresle,.
La Bresle est un fleuve côtier d'une longueur de 68 km, qui prend sa source dans la commune de Abancourt, à 180 mètres d'altitude, et se jette  dans la Manche au Tréport, après avoir traversé 30 communes.
Le Liger, d'une longueur de 14 km, prend sa source dans la commune  et se jette  dans la Bresle à Senarpont, après avoir traversé huit communes.

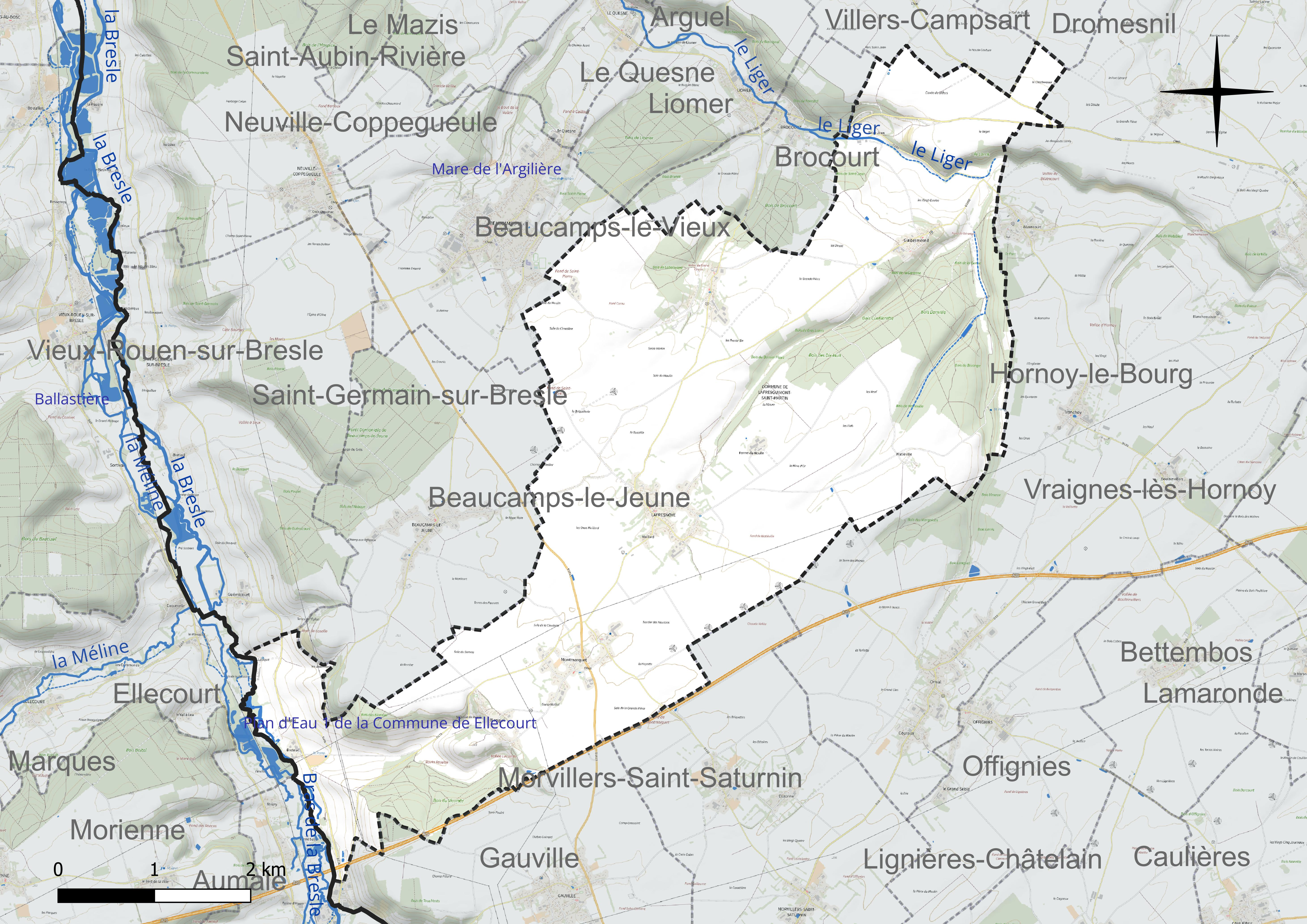
Réseau hydrographique de Lafresguimont-Saint-Martin.

#### Gestion et qualité des eaux
Le territoire communal est couvert par le schéma d'aménagement et de gestion des eaux (SAGE) « Vallée de la Bresle ». Ce document de planification concerne un territoire de 748 km2 de superficie, délimité par le bassin versant de la Bresle. Le périmètre a été arrêté le 7 avril 2003 et le SAGE proprement dit a été approuvé le 18 août 2016. La structure porteuse de l'élaboration et de la mise en œuvre est le syndicat mixte d'aménagement, de gestion et de valorisation du bassin de la Bresle.
La qualité des cours d'eau peut être consultée sur un site dédié géré par les agences de l'eau et l'Agence française pour la biodiversité.

### Climat
Pour des articles plus généraux, voir Climat des Hauts-de-France et Climat de la Somme.
En 2010, le climat de la commune est de type climat océanique dégradé des plaines du Centre et du Nord, selon une étude du CNRS s'appuyant sur une série de données couvrant la période 1971-2000. En 2020, Météo-France publie une typologie des climats de la France métropolitaine dans laquelle la commune est exposée à un climat océanique et est dans la région climatique Côtes de la Manche orientale, caractérisée par un faible ensoleillement (1 550 h/an) ; forte humidité de l'air (plus de 20 h/jour avec humidité relative > 80 % en hiver), vents forts fréquents.
Pour la période 1971-2000, la température annuelle moyenne est de 9,9 °C, avec une amplitude thermique annuelle de 14 °C. Le cumul annuel moyen de précipitations est de 865 mm, avec 13,1 jours de précipitations en janvier et 9 jours en juillet. Pour la période 1991-2020, la température moyenne annuelle observée sur la station météorologique la plus proche, située sur la commune d'Oisemont à 16 km à vol d'oiseau, est de 11,1 °C et le cumul annuel moyen de précipitations est de 801,4 mm,. Pour l'avenir, les paramètres climatiques de la commune estimés pour 2050 selon différents scénarios d'émission de gaz à effet de serre sont consultables sur un site dédié publié par Météo-France en novembre 2022.

## Urbanisme

### Typologie
Au 1er janvier 2024, Lafresguimont-Saint-Martin est catégorisée commune rurale à habitat dispersé, selon la nouvelle grille communale de densité à sept niveaux définie par l'Insee en 2022.
Elle est située hors unité urbaine et hors attraction des villes,.

### Occupation des sols
L'occupation des sols de la commune, telle qu'elle ressort de la base de données européenne d'occupation biophysique des sols Corine Land Cover (CLC), est marquée par l'importance des territoires agricoles (81,4 % en 2018), une proportion identique à celle de 1990 (81,4 %). La répartition détaillée en 2018 est la suivante : 
terres arables (62,6 %), forêts (17,2 %), prairies (17,1 %), zones agricoles hétérogènes (1,7 %), zones urbanisées (1,3 %), zones humides intérieures (0,2 %). L'évolution de l'occupation des sols de la commune et de ses infrastructures peut être observée sur les différentes représentations cartographiques du territoire : la carte de Cassini (XVIIIe siècle), la carte d'état-major (1820-1866) et les cartes ou photos aériennes de l'IGN pour la période actuelle (1950 à aujourd'hui).

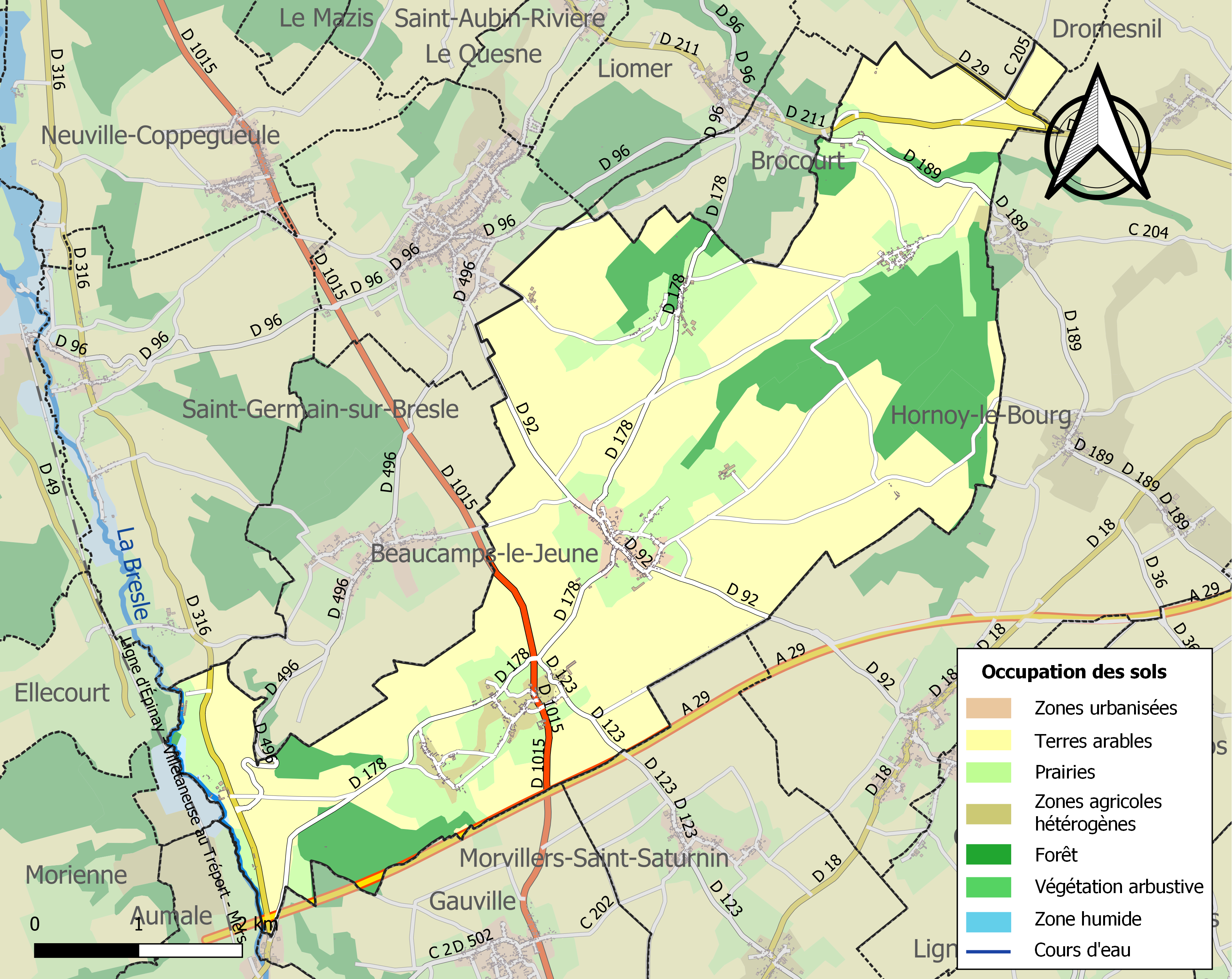
Carte des infrastructures et de l'occupation des sols de la commune en 2018 (CLC).

### Voies de communication et transports
L'autoroute A29 constitue la limite sud du territoire communal, desservi par l'ancienne route nationale 15bis (actuelle RD 1015)..
En 2019, la localité est desservie par les lignes de bus du réseau Trans'80 (Ligne no 32), chaque jour de la semaine, sauf le dimanche et les jours fériés.

### Lieux-dits, hameaux et écarts
Outre le chef-lieu de la commune, à Lafresnoye, celle-ci colmpte plusieurs hameaux Montmarquet, Guibermesnil et Laboissière-Saint-Martin (qui sont d'anciennes communes), ainsi que Blangiel, ainsi que Breteuil, le long de la Bresle.

## Toponymie
La commune est créée sous ce nom en 1972  par la fusion de quatre communes : Montmarquet, Lafresnoye, Guibermesnil et Laboissière-Saint-Martin.
Ce nouveau nom de commune fut formé par juxtaposition des premières syllabes de trois anciennes communes (« Lafres » pour Lafresnoye, « gui » pour Guibermesnil, « mont » pour Montmarquet) à laquelle s'ajouta le vocable « Saint-Martin » provenant de la quatrième, Laboissière-Saint-Martin.

## Histoire

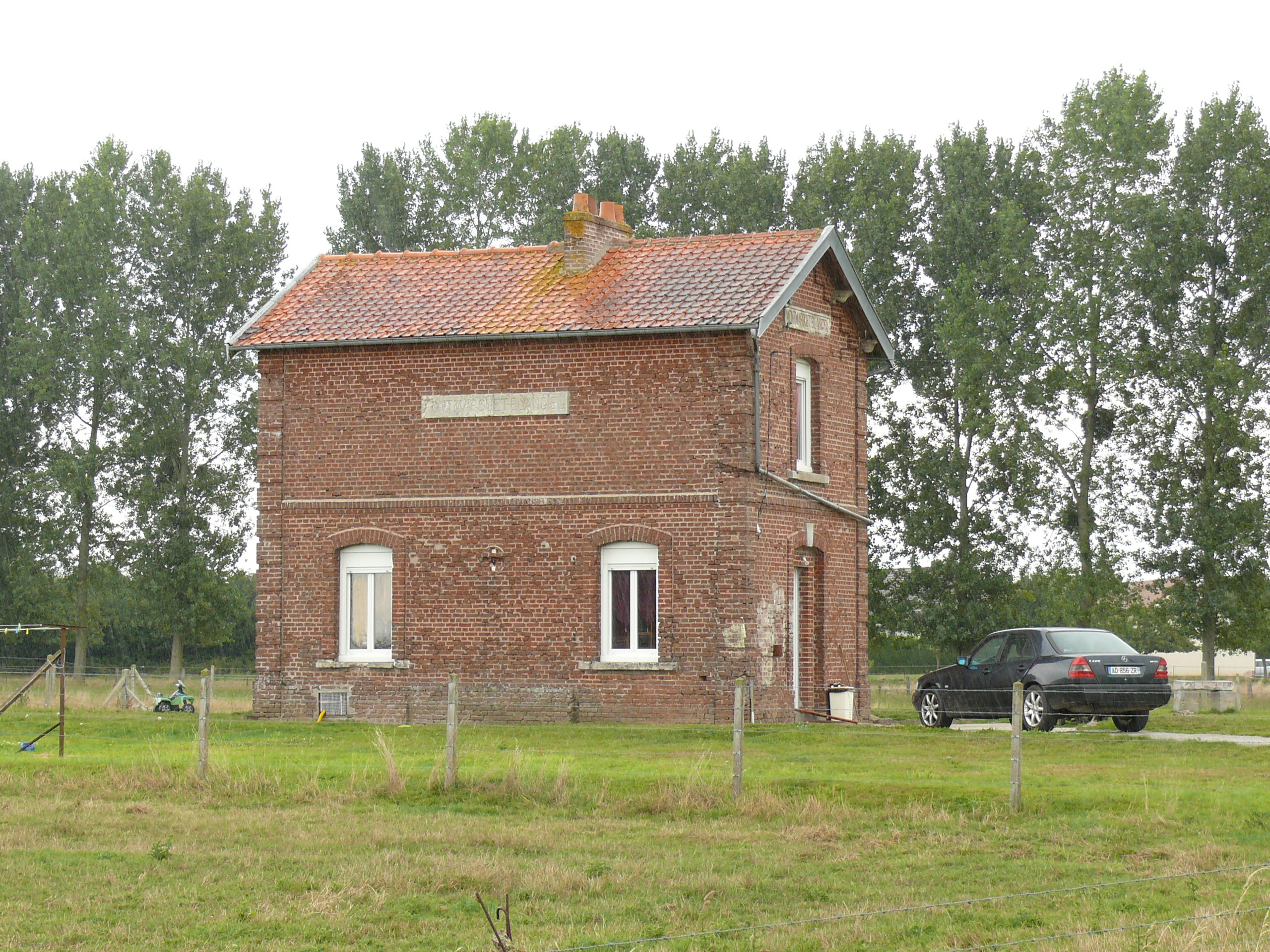
L'ancienne gare des chemins de fer départementaux de la Somme est aujourd'hui une maison d'habitation, à l'écart du village.

Montmarquet a été desservi de 1901 à 1948 par une gare sur la ligne Amiens - Aumale des chemins de fer départementaux de la Somme, un réseau de chemin de fer secondaire à voie métrique.
En application des dispositions de la loi sur les fusions et regroupements de communes de 1971, la commune est créée le 1er juillet 1972 par la fusion-association des communes de Lafresnoye, Guibermesnil, Laboissière-Saint-Martin et Montmarquet.

## Politique et administration

### Rattachements administratifs et électoraux
La commune ainsi constituée en 1972 se trouve dans l'arrondissement d'Amiens du département de la Somme. Pour l'élection des députés, elle fait partie depuis 2012 de la quatrième circonscription de la Somme.
Elle faisait partie depuis 1802 du canton de Hornoy-le-Bourg. Dans le cadre du redécoupage cantonal de 2014 en France, la commune est intégrée au canton de Poix-de-Picardie.

### Intercommunalité
La commune était membre de la communauté de communes du Sud-Ouest Amiénois, créée en 2004.
Dans le cadre des dispositions de la loi portant nouvelle organisation territoriale de la République du 7 août 2015, qui prévoit que les établissements publics de coopération intercommunale (EPCI) à fiscalité propre doivent avoir un minimum de 15 000 habitants, la préfète de la Somme propose en octobre 2015 un projet de nouveau schéma départemental de coopération intercommunale (SDCI) qui prévoit la réduction de 28 à 16 du nombre des intercommunalités à fiscalité propre du département.
Ce projet prévoit la « fusion des communautés de communes du Sud-Ouest Amiénois, du Contynois et de la région d'Oisemont », le nouvel ensemble de 37 412 habitants regroupant 120 communes,. À la suite de l'avis favorable de la commission départementale de coopération intercommunale en janvier 2016, la préfecture sollicite l'avis formel des conseils municipaux et communautaires concernés en vue de la mise en œuvre de la fusion.
La communauté de communes Somme Sud-Ouest (CC2SO), dont est désormais membre la commune, est ainsi créée au 1er janvier 2017.

### Liste des maires
| Période                                  | Période                       | Identité            | Étiquette | Qualité |
| ---------------------------------------- | ----------------------------- | ------------------- | --------- | --- |
| Les données manquantes sont à compléter. |                               |                     |           | |
|                                          | 1995                          | Françoise Harlé     |           | |
| 1983                                     | 2001                          | Michel Sannier      |           | |
| mars 2001                                | En cours (au 13 juillet 2020) | M. Jannick Lefeuvre |           | Ancien directeur d'école à Hornoy-le-Bourg Conseiller général de Hornoy-le-Bourg (2008 → 2015) Conseiller départemental de Hornoy-le-Bourg (2021 → ) Vice-président de la CCSOA (2014 → 2016) Vice-président de la CC2SO (2017 → ) Réélu pour le mandat 2020-2026, |

### Politique de développement durable
Plusieurs éoliennes  sont implantées au sud de Lafresnoye  compte tenu du caractère venteux du plateau. En 2019, elle ont généré une recette fiscale de 80 321,51 € reversée par l'intercommunalité. Cette somme est affectée par le conseil municipal pour « aider la population à mettre aux normes l'assainissement individuel »

## Démographie
L'évolution du nombre d'habitants est connue à travers les recensements de la population effectués dans la commune depuis 1793. Pour les communes de moins de 10 000 habitants, une enquête de recensement portant sur toute la population est réalisée tous les cinq ans, les populations de référence des années intermédiaires étant quant à elles estimées par interpolation ou extrapolation. Pour la commune, le premier recensement exhaustif entrant dans le cadre du nouveau dispositif a été réalisé en 2006.

En 2022, la commune comptait 556 habitants, en évolution de +2,02 % par rapport à 2016 (Somme : −1,26 %, France hors Mayotte : +2,11 %).
| 1793 | 1800 | 1806 | 1821 | 1831 | 1836 | 1841 | 1846 | 1851 |
| ---- | ---- | ---- | ---- | ---- | ---- | ---- | ---- | ---- |
| 495  | 468  | 481  | 423  | 499  | 479  | 480  | 460  | 409  |

| 1856 | 1861 | 1866 | 1872 | 1876 | 1881 | 1886 | 1891 | 1896 |
| ---- | ---- | ---- | ---- | ---- | ---- | ---- | ---- | ---- |
| 390  | 366  | 360  | 317  | 317  | 297  | 278  | 272  | 236  |

| 1901 | 1906 | 1911 | 1921 | 1926 | 1931 | 1936 | 1946 | 1954 |
| ---- | ---- | ---- | ---- | ---- | ---- | ---- | ---- | ---- |
| 223  | 218  | 207  | 202  | 191  | 205  | 176  | 196  | 198  |

| 1962 | 1968 | 1975 | 1982 | 1990 | 1999 | 2006 | 2011 | 2016 |
| ---- | ---- | ---- | ---- | ---- | ---- | ---- | ---- | ---- |
| 205  | 206  | 570  | 501  | 470  | 445  | 502  | 508  | 545  |

| 2021 | 2022 | - | - | - | - | - | - | - |
| ---- | ---- | - | - | - | - | - | - | - |
| 555  | 556  | - | - | - | - | - | - | - |

Les chiffres antérieurs à 1972 concernent exclusivement la population de l'ancienne commune de Lafresnoye .

## Culture locale et patrimoine

### Lieux et monuments
- Chapelle Sainte-Apolline-Saint-Vast (Montmarquet).
- Église Notre-Dame-de-la-Nativité (Guibermesnil).
- Église dédiée à la Vierge (Montmarquet).

- Église Saint-Nicolas (Lafresnoye).
- Église Saint-Vincent (Laboissière-Saint-Martin).

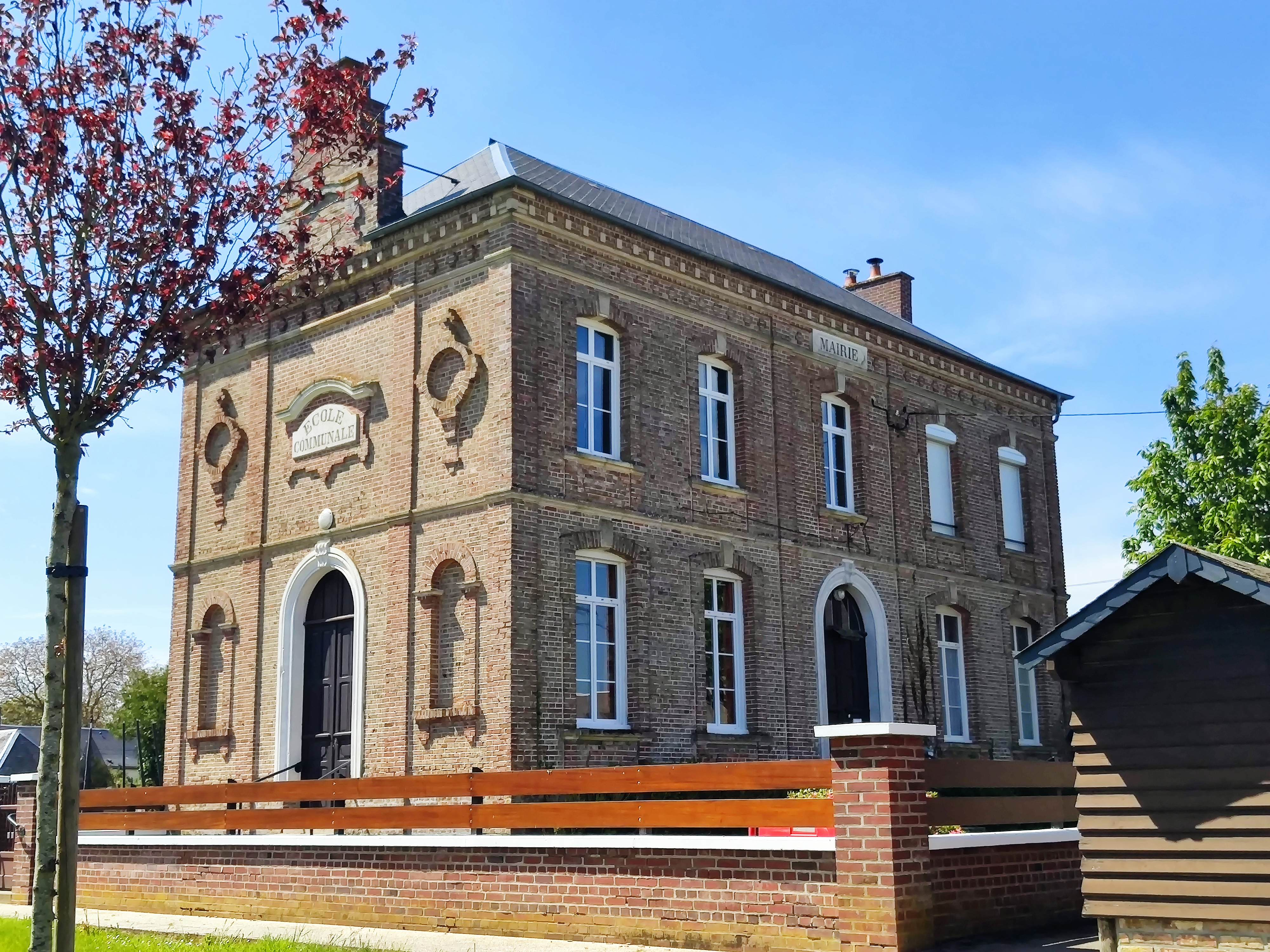
La mairie-école de Guibermesnil
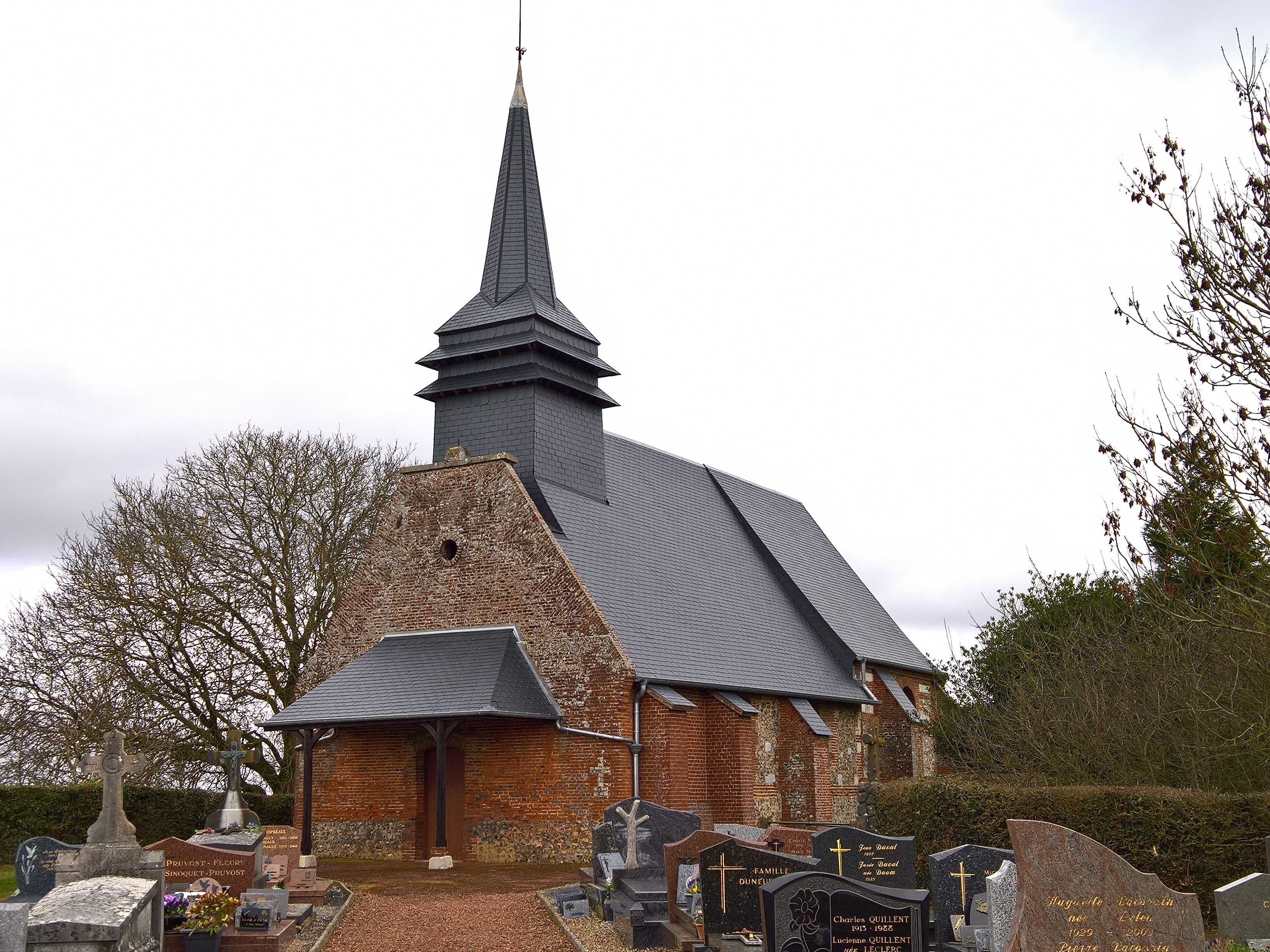
L'église Notre-Dame de Montmarquet, excentrée de son hameau
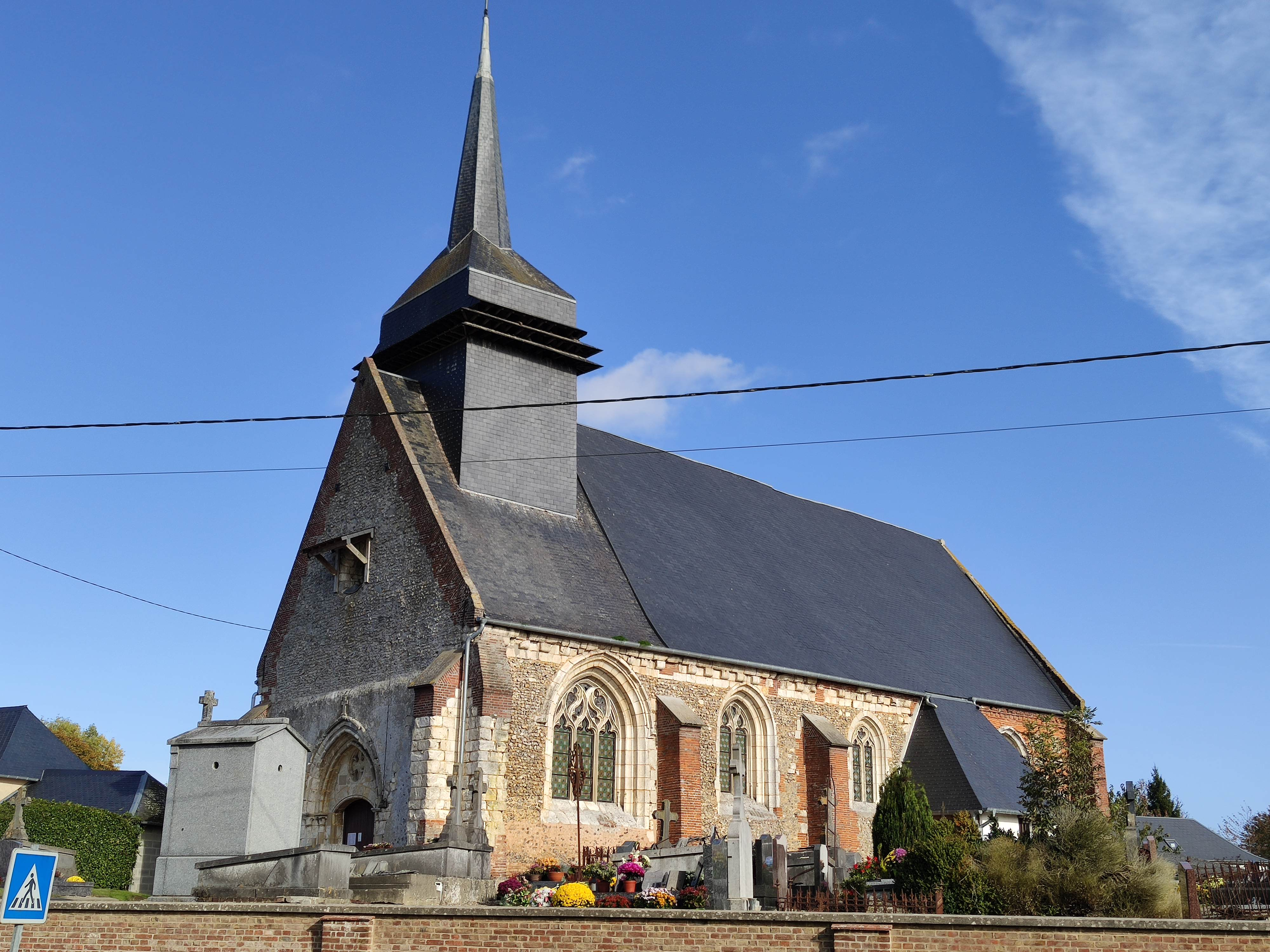
L'église Saint-Nicolas de Lafresnoye
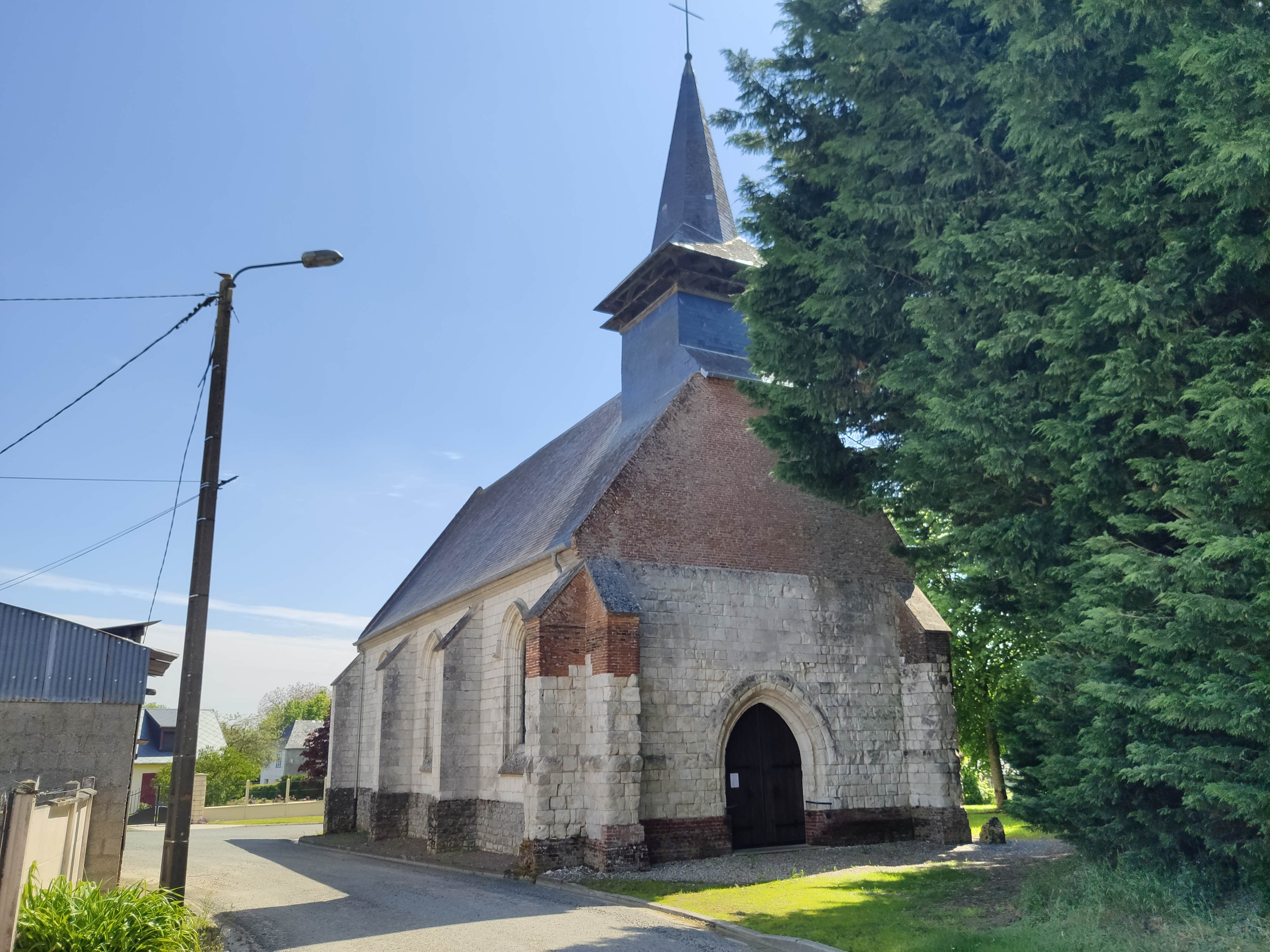
Église Notre-Dame-de-la-Nativité de Guibermesnil
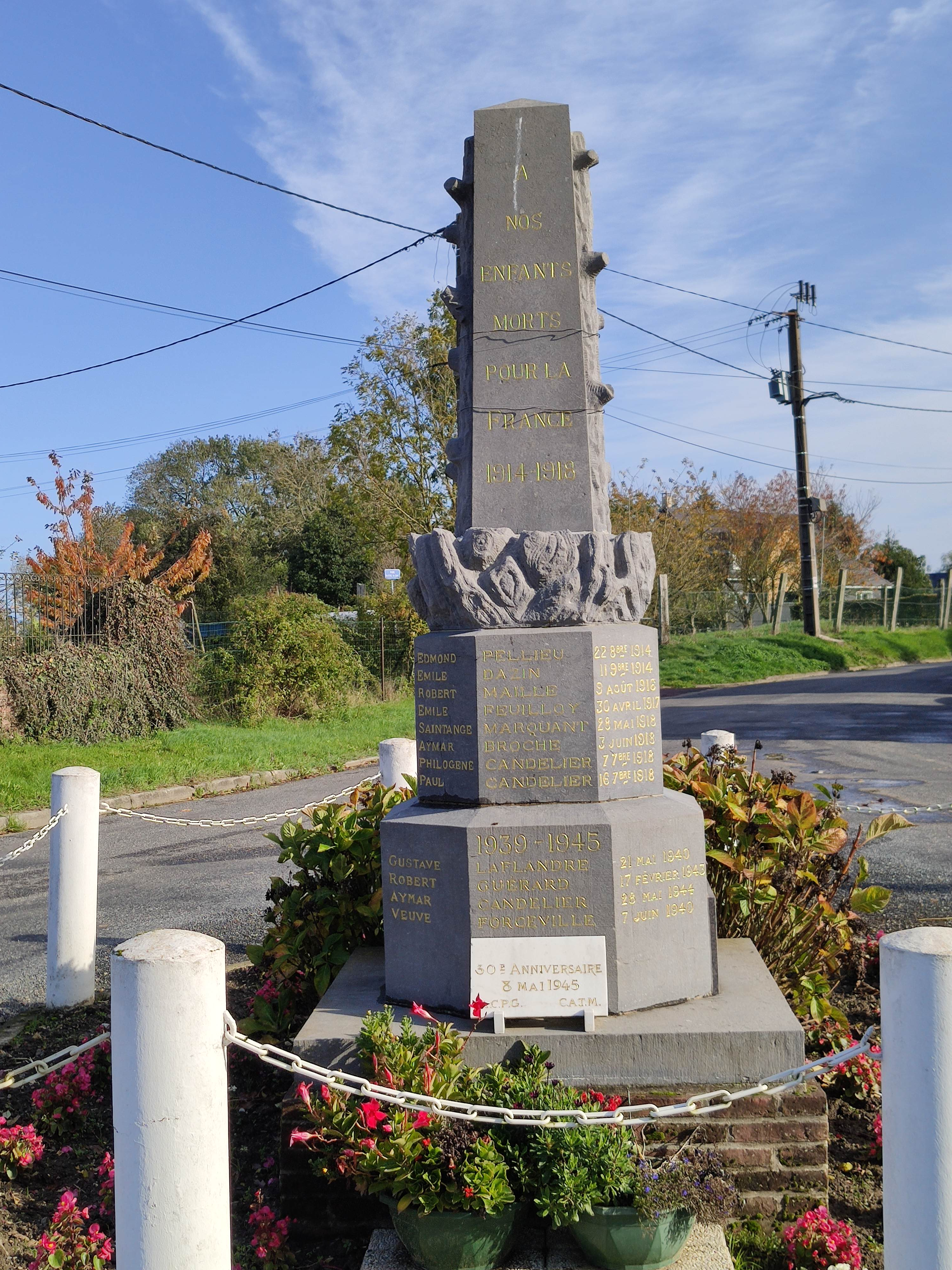
Monument aux morts de Lafresnoye
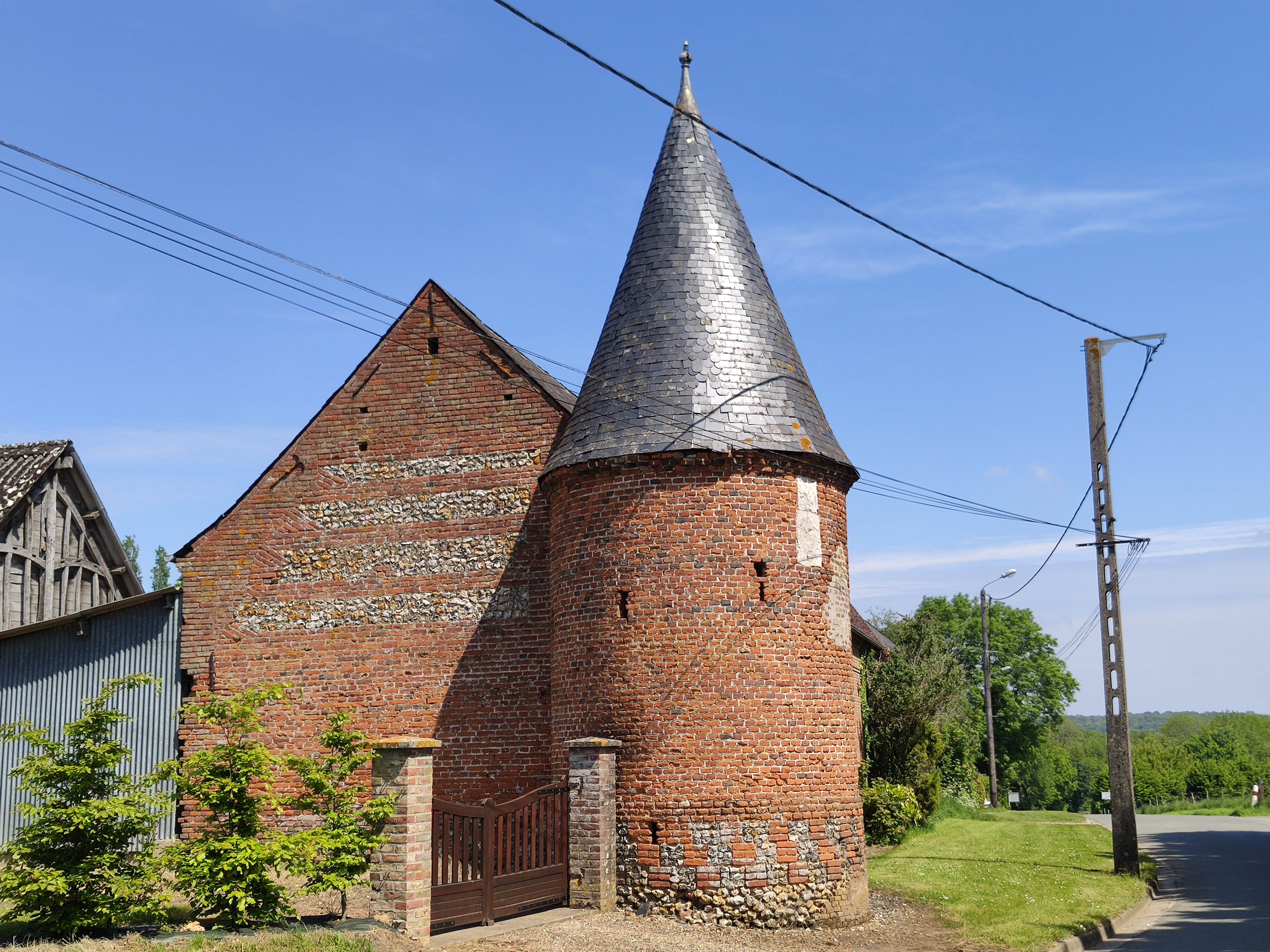
Tour de ferme à Laboissière-Saint-Martin